# Nova Zelândia nos Jogos Olímpicos de Verão de 1960
A Nova Zelândia competiu nos Jogos Olímpicos de Verão de 1960, realizados em Roma, Itália.